# William Hjortsberg
William Hjortsberg (New York, 23 febbraio 1941 – Livingston, 22 aprile 2017) è stato uno scrittore e sceneggiatore statunitense.
Ha scritto Falling Angel, romanzo pubblicato nel 1978 e nominato nello stesso anno per il prestigioso premio Edgar nella categoria Best First Mystery Novel. Il romanzo è stato edito in Italia nel 1987 e poi riedito nel 2012; da esso è stato tratto il film Angel Heart - Ascensore per l'inferno. Hjortsberg, in precedenza, aveva scritto due sceneggiature tratte dal suo libro, per film mai realizzati, nel 1979 e nel 1981. 
Hjortsberg ha anche scritto la sceneggiatura dei seguenti film: Inferno in Florida, di Corey Allen (1977) prodotto da Roger Corman; The Georgis Peaches di Daniel Heller (film-tv, 1980); Legend, di Ridley Scott (1985)

## Libri
- Alp, 1969, ISBN 978-06-712-0338-2.
- Gray Matters, 1971, ISBN 06-718-2725-1.
- Symbiography, 1973, ISBN 978-09-120-9029-0.
- Toro! Toro! Toro!, 1974, ISBN 978-06-712-1798-3.
- Falling Angel, 1978, ISBN 978-14-532-7113-1.
- Mai più, 1994, ISBN 88-200-2074-2.
- Odd Corners, 2004, ISBN 159-37-6021-3.
- Jubilee Hitchhiker: The life and times of Richard Brautigan, 2012, ISBN 978-16-190-2045-0.
- The Work of Art, 2014, ISBN 194-18-0613-9.
- Mañana, 2015, ISBN 978-14-976-8073-9.
- Angel's Inferno, 2020, ISBN 978-0857-30413-1.